# Eustrak-Euskadi
El Eustrak-Euskadi (código UCI: EUS) es un equipo ciclista de pista español profesional.
Se creó en 2006 con el objetivo de potenciar el ciclismo en pista a nivel vasco gracias a la nueva legislación de la UCI que permitía equipos comerciales a partir del 2005. Una de sus metas es acumular el mayor número de corredores vascos de esta disciplina en los Juegos Olímpicos.

## Sede
Tiene su sede en Abadiano (Avenida Trañabarren - 15 - Bajo, 48220).

## Plantillas
| Corredor/a          | Nacimiento | Nacionalidad | Años en el equipo    |
| Aitor Alonso        | 17/06/1980 | España       | 2006-2007            |
| Tania Calvo         | 26/06/1992 | España       | 2011-2017            |
| Martzel Elorriaga   | 22/11/1987 | España       | 2007-2008, 2010-2012 |
| Unai Elorriaga      | 22/06/1980 | España       | 2007-2014            |
| Eneritz Iturriaga   | 17/09/1980 | España       | 2007-2008            |
| Andoni Lafuente     | 06/09/1985 | España       | 2010                 |
| Haitz Larrinaga     | 23/04/1981 | España       | 2006-2008            |
| Iban Leanizbarrutia | 20/10/1987 | España       | 2007-2012            |
| Hodei Mazkiarán     | 16/12/1988 | España       | 2009-2016            |
| Leire Olaberria     | 17/02/1987 | España       | 2007-2010            |
| Ana Usabiaga        | 19/01/1990 | España       | 2009-2017            |
| Irene Usabiaga      | 22/09/1993 | España       | 2015-2017            |
| Illart Zuazubiskar  | 21/08/1990 | España       | 2016-2017            |